# Ескільстуна (комуна)
Комуна Ескільстуна (швед. Eskilstuna kommun) — адміністративно-територіальна одиниця місцевого самоврядування, що розташована в лені Седерманланд у центральній Швеції.
Ескільстуна 89-а за величиною території комуна Швеції. Адміністративний центр комуни — місто Ескільстуна.

## Населення
Населення становить 98 558 чоловік (станом на вересень 2012 року). 
| Кількість населення комуни Ескільстуна за 1970-2010 роки | Кількість населення комуни Ескільстуна за 1970-2010 роки | Кількість населення комуни Ескільстуна за 1970-2010 роки | Кількість населення комуни Ескільстуна за 1970-2010 роки | Кількість населення комуни Ескільстуна за 1970-2010 роки |
| -------------------------------------------------------- | -------------------------------------------------------- | -------------------------------------------------------- | -------------------------------------------------------- | -------------------------------------------------------- |
| Рік                                                      |                                                          |                                                          | Населення                                                |                                                          |
| 1970                                                     | 1970                                                     |                                                          | 94 009                                                   | 94 009                                                   |
| 1975                                                     | 1975                                                     |                                                          | 92 663                                                   | 92 663                                                   |
| 1980                                                     | 1980                                                     |                                                          | 90 354                                                   | 90 354                                                   |
| 1985                                                     | 1985                                                     |                                                          | 88 528                                                   | 88 528                                                   |
| 1990                                                     | 1990                                                     |                                                          | 89 765                                                   | 89 765                                                   |
| 1995                                                     | 1995                                                     |                                                          | 89 425                                                   | 89 425                                                   |
| 2000                                                     | 2000                                                     |                                                          | 88 408                                                   | 88 408                                                   |
| 2005                                                     | 2005                                                     |                                                          | 91 635                                                   | 91 635                                                   |
| 2010                                                     | 2010                                                     |                                                          | 96 311                                                   | 96 311                                                   |
| Джерело: SCB                                             |                                                          |                                                          |                                                          |                                                          |

## Населені пункти
Комуні підпорядковано 15 міських поселень (tätort) та низка сільських, більші з яких:
- Ескільстуна (Eskilstuna)
- Турсгелла (Torshälla)
- Гелльбібрунн (Hällbybrunn)
- Скуґсторп (Skogstorp)
- Квіксунд (Kvicksund)
- Ерла (Ärla)
- Чулаос (Kjulaås)
- Голльста (Hållsta)
- Гелльберґа (Hällberga)

## Міста побратими
Комуна підтримує побратимські контакти з такими муніципалітетами:
- Комуна Ставангер, Норвегія
- Ювяскюля, Фінляндія
- Есб'єрг, Данія
- Юрмала, Латвія
- Хаапсалу, Естонія

## Галерея

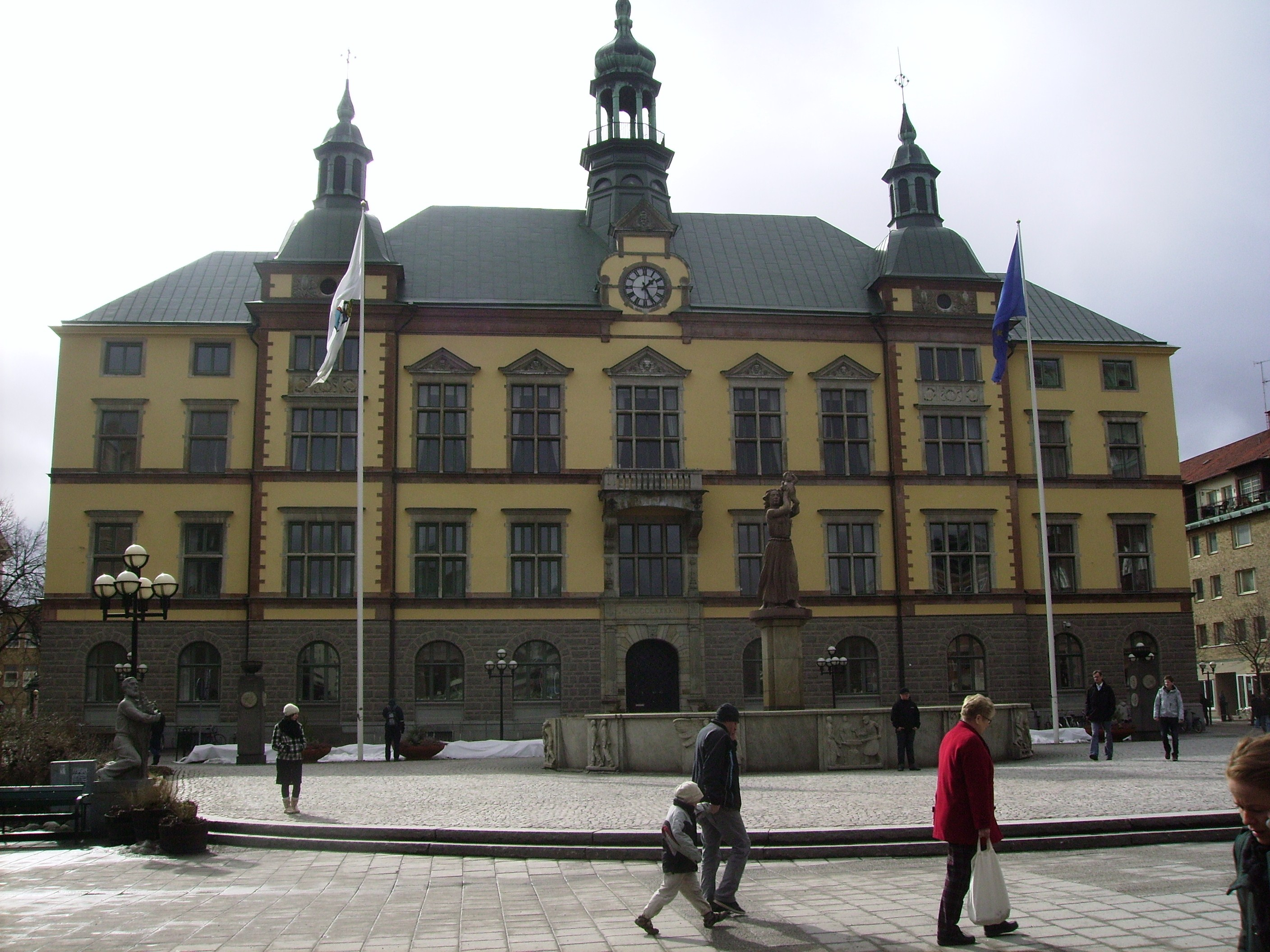
Управа комуни (Ескільстуна)
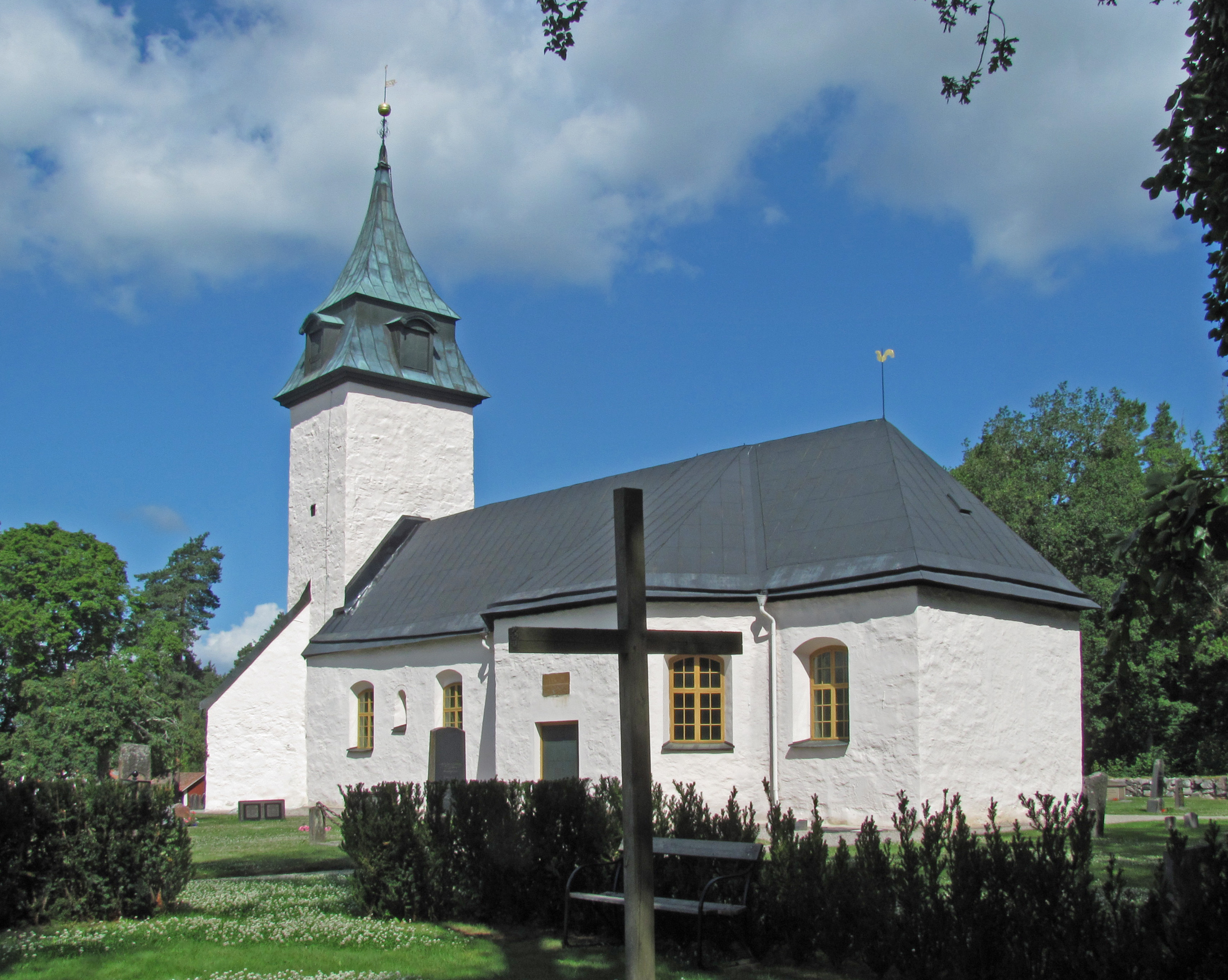
Церква (Сундбю)
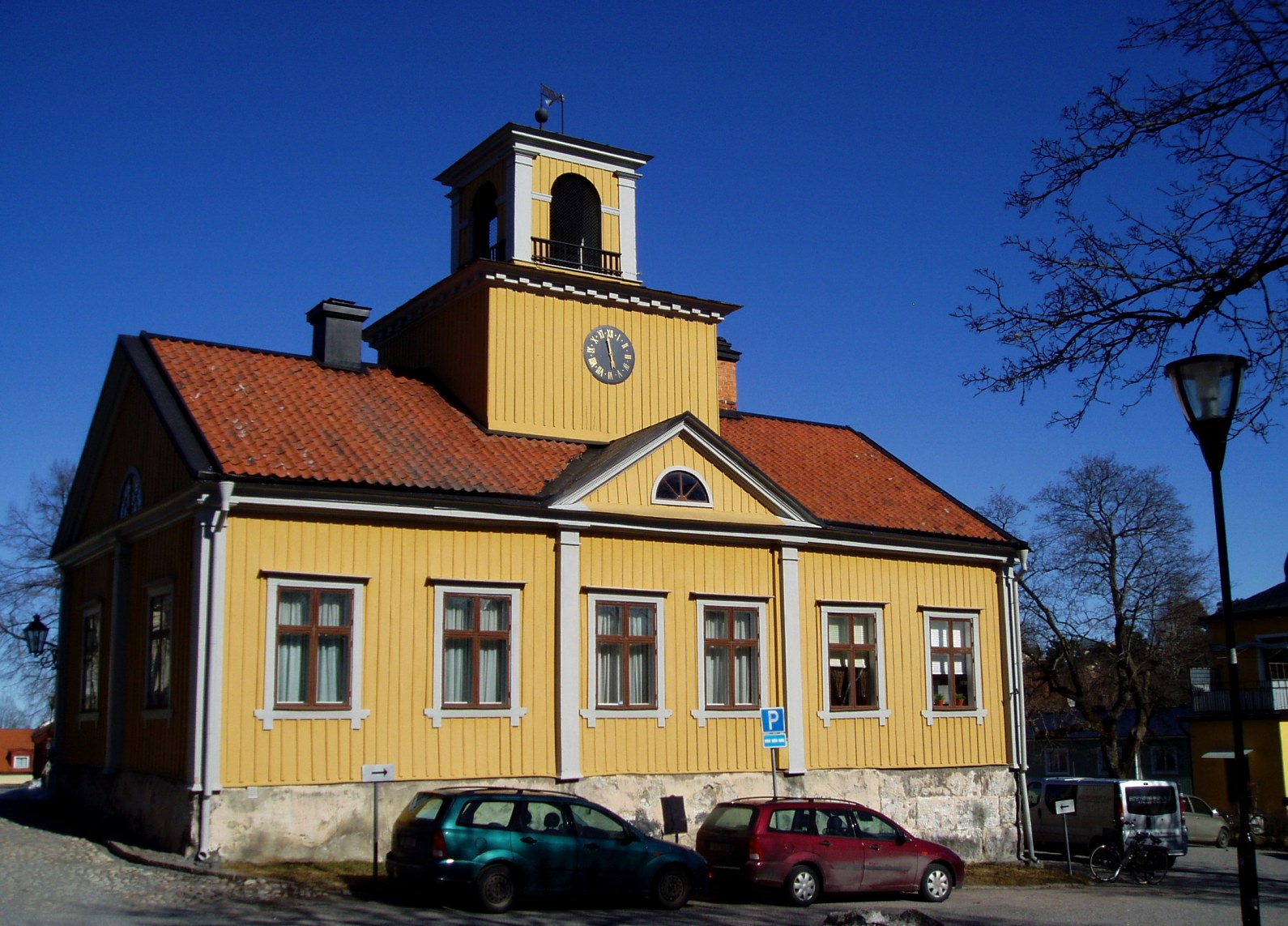
Ратуша в Турсгеллі
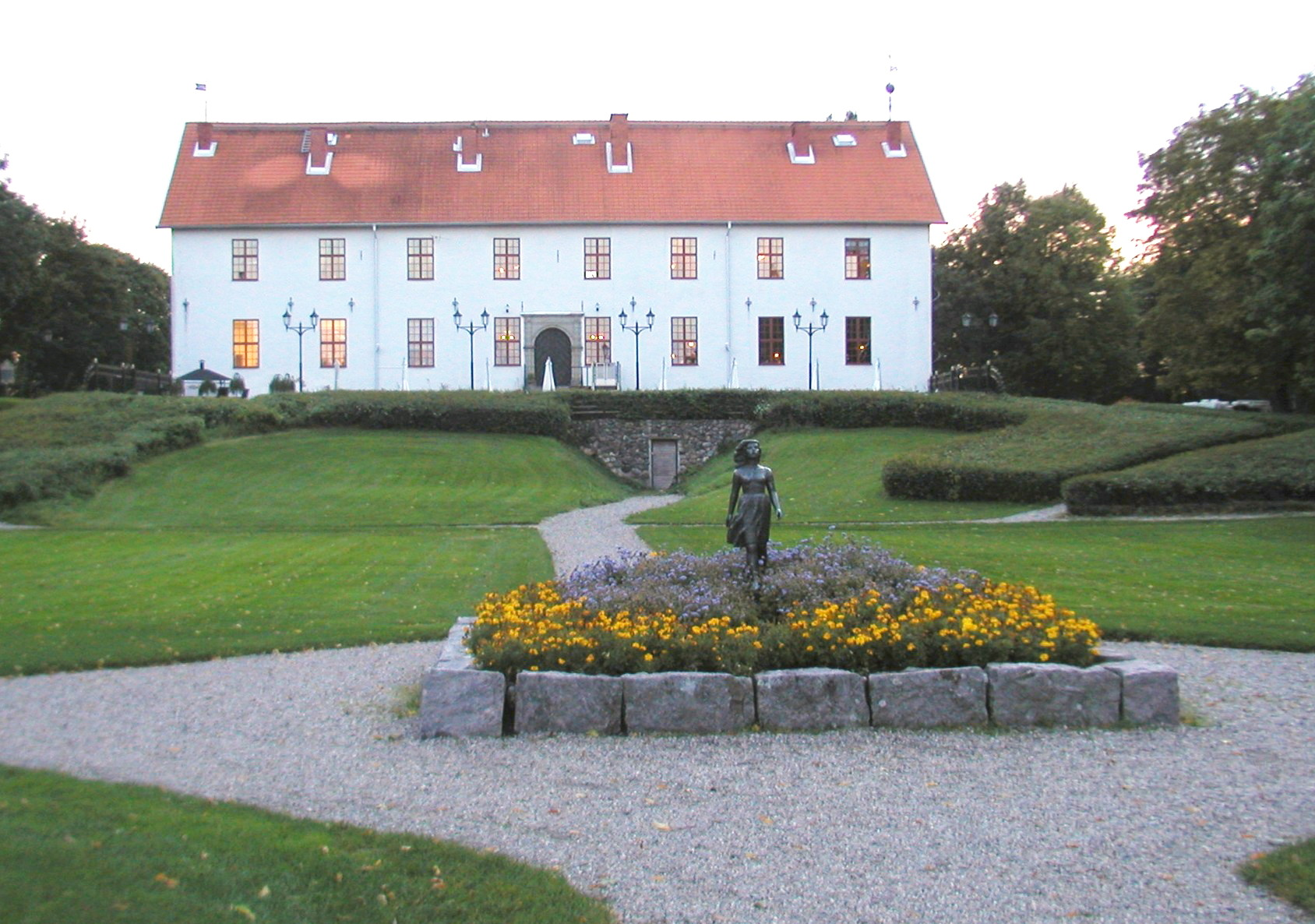
Замок Сундбігольм

## Виноски
1. ↑  Andersson P. Sveriges kommunindelning 1863-1993 — Mjölby: Draking, 1993. — 132 с. — ISBN 978-91-87784-05-7
2. ↑  https://web.archive.org/web/20160305035958/http://www.eskilstuna.se//sv/Kommun-och-politik/Politik-och-namnder/Politiker/Personhistorik/?personid=803
3. ↑  https://web.archive.org/web/20160305041328/http://www.eskilstuna.se//sv/Kommun-och-politik/Politik-och-namnder/Politiker/Personhistorik/?personid=32
4. ↑  https://runeberg.org/statskal/1984/0707.html
5. ↑  https://www.ekuriren.se/nyheter/eskilstuna/artikel/jan-erik-fick-pris-av-landshovdingen/l7ng731j
6. ↑  Folkmangd i riket, lan och kommuner (шв.) . Центральне бюро статистики Швеції. Архів оригіналу за 20 серпня 2013. Процитовано 15 лютого 2013.